# Повітряні сили Естонії
Повітряні сили Естонії (ест. Eesti õhuvägi) ― вид збройних сил у складі Збройних сил Естонії. Вперше були започатковані 1918 року та відновлені у 1991. 

## Історія

### 1918-1940
Створення прототипу сучасних ВПС Естонії розпочалося у лютому 1917, коли Естонія здобула автономію у складі Російської імперії та мала право на власні збройні сили. Внаслідок цього багато естонців, які служили в імператорській армії, повернулися додому та вступили до лав ЗС Естонії. Згодом Німеччина не визнала декларацію незалежності Естонії та окупувала її 1918 року, через що естонські військові формування тимчасово припинили своє існування.
Після Комп'єнського перемир'я, 11 листопада 1918 року, Тимчасовий уряд Естонії негайно розпочав створення армійської авіації. 21 листопада 1918 року Вольдемар Віктор Ріберг, командир інженерного батальйону, доручив Августу Русу організувати льотний підрозділ. Авіаційна рота інженерного батальйону почала створювати авіабази поблизу Таллінна для гідролітаків і наземних літаків, але тільки в січні 1919 року з'явився перший оперативний літак – трофейний радянський Farman HF.30.
22 листопада 1918 року Червона армія напала на Естонію і незабаром окупувала більшу частину країни. Естонська армія завдяки іноземній допомозі зуміла контратакувати на початку січня 1919 року і звільнила країну до кінця лютого. Згодом вона перейшла до звільнення Латвії. Літаки армійської авіації здійснили обмежену кількість польотів задля підтримки армії. Після мирного договору з Радянською Росією в лютому 1920 року естонська армія була демобілізована, але авіаційна рота була збережена. Після поставки більшої кількості літаків вона була реорганізована в авіаційний полк (естонською: Lennuväe rügement), до складу якого входили ескадрилья наземних літаків, ескадрилья гідролітаків, льотна школа та майстерні. Було побудовано більше баз і станцій для гідролітаків.
Станом на 1939 рік Повітряні сили володіли близько 80-ма літаками таких типів: Бристоль Бульдог, Гоукер Гарт, Авро Енсон та "Поте" 25.
Плани щодо придбання літаків Спітфайр та Лайсандер у Британії були зірвані, бо початок Другої світової війни в 1939 році змусив Британію скасувати всі експортні замовлення. Після поразки Польщі Естонія була змушена 28 вересня 1939 року підписати Договір про основи. Це дозволило росіянам створити військові бази в Естонії, які пізніше були використані в Зимовій війні проти Фінляндії. 17 червня 1940 року радянські війська захопили три країни Балтії. Під час червневого вторгнення 1940 року протиповітряна оборона не вжила жодних заходів, і літаки залишалися замкненими у своїх ангарах. Повітряні сили влітку 1940 року перетворилися на авіаескадрилью 22-го територіального стрілецького корпусу Червоної Армії.

### 1991-
Військово-повітряні сили Естонії були відновлені 16 грудня 1991 року після відновлення незалежності Естонської Республіки в 1991 році.
13 квітня 1994 року в Таллінні було сформовано штаб управління ВПС. У лютому 1993 року уряд Німеччини подарував два транспортні літаки Let L-410UVP. У жовтні 1994 року було доставлено три гелікоптери Мі-2, а потім чотири вертольоти Мі-8 у листопаді 1995 року. Спочатку для наземного спостереження, повітряного спостереження та протиповітряної оборони були поставлені лише старі радянські радари та обладнання ППО. 15 травня 1997 року ВПС перейшли Су-24, що були на колишній радянській базі в Емарі. У 1997–98 роках два Мі-8 були модернізовані.
ВПС Естонії відновлюють військову інфраструктуру, залишену радянськими військовими. Велика частина коштів була спрямована на військовий аеродром Емарі, будівництво якого було завершено в 2011 році. Метою розвитку авіабази Емарі є співпраця з військово-повітряними силами НАТО та країн-партнерів, а також можливість надавати стандартизовані послуги, необхідні для підтримки приймаючої країни. Через відсутність сучасної та розвиненої інфраструктури військової авіації розвиток ВПС відбувався дуже повільно.

## Структура
Організаційно ВПС Естонії складаються з:
- Штаб ВПС (ест. Õhuväe Staap)
- Авіабаза (ест. Lennubaas)
- Дивізіон повітряного спостереження (ест. Õhuseiredivisjon)

Чисельність на 2022 рік: 500 чоловік.

## Пункти базування
- Авіабаза Емарі
- Талліннський аеропорт

## Бойовий склад
| Позначення формування або частини          | Озброєння та оснащення       | Месце розташування |
| ------------------------------------------ | ---------------------------- | ------------------ |
| Штаб ВПС Естонії                           |                              | Таллінн            |
| Авіабаза ВПС Естонії                       | Aero L-39C Albatros, PZL M28 | Емарі              |
| Дивізіон повітряного спостереження Естонії |                              | Емарі              |

## Техніка та озброєння
| Найменування       | Країна походження | Фото          | Тип                   | Модифікація   | Кількість     | Примітки                                                 |
| Учбові літаки      | Учбові літаки     | Учбові літаки | Учбові літаки         | Учбові літаки | Учбові літаки | Учбові літаки                                            |
| ------------------ | ----------------- | ------------- | --------------------- | ------------- | ------------- | -------------------------------------------------------- |
| L-39 Albatros      | Чехія             |               | Учбовий               | L-39C         | 2             | Обидва літаки взяті в оренду у компанії Skyline Aviation |
| Транспортні літаки |                   |               |                       |               |               |                                                          |
| PZL M28            | Польща            |               | Транспортний          | Ан-28         | 2             | подаровані США                                           |
| Гелікоптери        |                   |               |                       |               |               |                                                          |
| R-44 Raven II      | США               |               | навчальний/патрульний |               | 3             |                                                          |

## Протиповітряна оборона
| Тип               | Країна походження | Призначення                               | Кількість   | Примітки                             |
| Системи ППО       | Системи ППО       | Системи ППО                               | Системи ППО | Системи ППО                          |
| ----------------- | ----------------- | ----------------------------------------- | ----------- | ------------------------------------ |
| VERA-E            | Чехія             | Пасивний радар                            |             |                                      |
| Ground Master 403 | Франція           | Активна решітка з електронним скануванням | 2           | встановлена на автомобілі Sisu E13TP |
| AN/TPS-77         | США               | Пасивна решітка з електронним скануванням | 1           | модернізований у 2014 році           |
| GCA-2020          | США               | Радар точного виявлення                   | 1           | базується на авіабазі Емарі          |

## Розпізнавальні знаки

Розпізнавальний знак ВПС Естонії
Знак на кіль

## Знаки розрізнення

### Генерали та офіцери
| Категорії        | Генерали | Генерали          | Генерали      | Генерали          | Старші офіцери | Старші офіцери  | Старші офіцери | Молодші офіцери | Молодші офіцери | Молодші офіцери    | Молодші офіцери |
| ---------------- | -------- | ----------------- | ------------- | ----------------- | -------------- | --------------- | -------------- | --------------- | --------------- | ------------------ | --------------- |
|                  |          |                   |               |                   |                |                 |                |                 |                 |                    |                 |
| Естонське звання | Kindral  | Kindralleitnant   | Kindralmajor  | Brigaadikindral   | Kolonel        | Kolonelleitnant | Major          | Kapten          | Leitnant        | Nooremleitnant     | Lipnik          |
| Переклад         | Генерал  | Генерал-лейтенант | Генерал-майор | Бригадний генерал | Полковник      | Підполковник    | Майор          | Капітан         | Лейтенант       | Молодший лейтенант | Прапорщик       |

### Унтер офіцери та солдати
| Категорії        | Старшини             | Старшини          | Старшини            | Старшини    | Старшини             | Сержанти        | Сержанти | Сержанти         | Солдати | Солдати |
| ---------------- | -------------------- | ----------------- | ------------------- | ----------- | -------------------- | --------------- | -------- | ---------------- | ------- | ------- |
|                  |                      |                   |                     |             |                      |                 |          |                  |         |         |
| Естонське звання | Ülemveebel           | Staabiveebel      | Vanemveebel         | Veebel      | Nooremveebel         | Vanemseersant   | Seersant | Nooremseersant   | Kapral  | Reamees |
| Переклад         | Головний фельдфебель | Штабс-фельдфебель | Старший фельдфебель | Фельдфебель | Молодший фельдфебель | Старший сержант | Сержант  | Молодший сержант | Капрал  | Рядовий |

### Знаки на головні убори

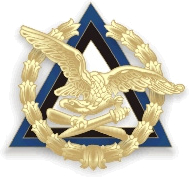
Знак на картуз
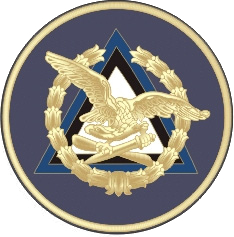
Вишитий варіант
Знак на польову шапку
Металевий варіант